# Al-Mughis Umar
Al-Mughis Umar (arab. المغيث عمر, pełne imię: Al-Malik al-Mughis Fachr ad-Din Umar, zm. 1263) – władca z dynastii Ajjubidów, panujący na terenie Zajordania od roku 1250 aż do śmierci.
Był synem Al-Adila Abu Bakra (1238–1240). Po tym jak został obalony przez swojego brata As-Saliha Ajjuba (1238–1249) ojciec Al-Mughisa zmarł w kairskim więzieniu 9 lutego 1248 roku, podczas gdy ten ostatni nadal pozostawał w kairskiej cytadeli. Nowy władca Egiptu, syn As-Saliha Al-Mu’azzam Turan Szah (1249–1250), obawiał się jednak że osoba Al-Mughisa może stać się ośrodkiem spisków przeciwko niemu stąd po przybyciu do Egiptu nakazał jego odesłanie do odległej twierdzy Asz-Szaubak. 2 maja 1250 roku Al-Mu'azzam został zabity przez mameluków z regimentu Bahrytów i wkrótce jeden z nich, Ajbak (1250–1257), przejął faktyczną władzę w Egipcie. Był to początek rządów dynastii Mameluków w tym kraju. Na wieść o śmierci Al-Mu'azzama namiestnik Zajordania Badr ad-Din as-Sawabi uwolnił Al-Mughisa i w tajemnicy przeniósł go do Al-Karaku. 15 czerwca 1250 roku Al-Mughis został proklamowany władcą Al-Karaku, choć w sytuacji jego małoletniości całą rzeczywistą władzę sprawował Badr ad-Din.
W sierpniu 1250 roku najpotężniejszy z pozostałych u władzy Ajjubidów, panujący w Syrii An-Nasir Jusuf (1236–1260), zażądał od Al-Mughisa poddania Al-Karaku i Asz-Szaubak. Ten jednak odpowiedział, że gdyby oddał te fortece nie miałby dokąd odejść i w zamian zaproponował uznanie zwierzchnictwa An-Nasira. Przygotowujący się do odbicia Egiptu z rąk Mameluków An-Nasir przystał na tę propozycję, nie chcąc sobie krępować rąk obleganiem niedostępnych twierdz Zajordania. Pod koniec sierpnia grupa mameluków pod przywództwem Rukn ad-Dina Chass-Turk al-Kabira i Szihab ad-Dina Raszida al-Kabira ogłosiła swoje poparcie dla al-Mughisa jako władcy Egiptu. Nie udało im się jednak obalić rządów Ajbaka i ostatecznie musieli szukać azylu u Al-Mughisa, przy czym wydaje się, że nie miał on żadnych powiązań ze spiskowcami. W lutym 1251 roku An-Nasir poniósł klęskę w Egipcie i Al-Mughis wysłał siły pod dowództwem Rukn ad-Dina Chass-Turka w celu zajęcia Nablusu. An-Nasir początkowo wysłał wojska przeciwko oddziałom Al-Mughisa ostatecznie jednak stwierdził, że w sytuacji zagrożenia przez Mameluków nie może sobie pozwolić na walkę z nim i oddał mu nawet kilka miejscowości na terenie Zajordania i Palestyny, w tym prawdopodobnie Hebron.
W Egipcie nadal dochodziło do wewnętrznych walk wśród różnych frakcji mameluków i wielu Bahrytów uciekło do Syrii. Ich przywódcą był Bajbars (1260–1277) i wkrótce wstąpili oni na służbę An-Nasira, którego podżegali do ataku na Egipt i obalenia rządów Ajbaka. W roku 1256 An-Nasir zawarł jednak pokój z Ajbakiem i w tej sytuacji Bahryci zaoferowali swoje usługi Al-Mughisowi. Dwukrotnie, w listopadzie 1257 i kwietniu 1258 roku Al-Mughis wraz z Bahrytami atakował Egipt, został jednak odparty z ciężkimi stratami przez wojska Kutuza (1259–1260), który sprawował faktyczne rządy w kraju po śmierci Ajbaka. Pomimo tych klęsk siły Al-Mughisa uległy jeszcze wzmocnieniu kiedy jego władzę uznało uciekające przed najazdem Mongołów kurdyjskie plemię Szahrazurijja. Formalnie podlegający władzy Al-Mughisa Bahryci zaczęli teraz atakować posiadłości An-Nasira bez jakiegokolwiek porozumienia z władcą Zajordanii. Bajbars pokonał oddziały An-Nasira pod Gazą i wydawało się, że Bahryci zagrażają samemu Damaszkowi. Dołączył do nich Al-Mughis, w tym krytycznym momencie opuścili go jednak Szahrazurijja. W tej sytuacji na początku 1259 roku An-Nasir pokonał wojska Al-Mughisa i Bahrytów w bitwie pod Jerychem. Po tej klęsce Al-Mughis zgodził się oddać Bahrytów pod rozkazy An-Nasira i oddalić Szahrazurijja, którzy osiedli w Palestynie, zaś An-Nasir potwierdził jego władzę nad Hebronem.
Kiedy w roku 1260 Mongołowie pod przywództwem Kitbogi zajęli Damaszek Al-Mughis natychmiast uznał ich władzę, chociaż nigdy aktywnie nie wsparł ich działań. Po zwycięstwie pod Ajn Dżalut Kutuz przebaczył mu jego przejście na stronę mongolską i zatwierdził jego władzę w Al-Karaku. Ze względu na strategiczne położenie tej twierdzy kolejny sułtan Mameluków, którym był Bajbars, postanowił jednak wcielić ją bezpośrednio do ich domeny. W kwietniu 1263 roku Al-Mughis przybył na zaproszenie sułtana do jego obozu u stóp Góry Tabor. Tam został natychmiast aresztowany i oskarżony o prowadzenie korespondencji z Mongołami. To zdradzieckie pojmanie Al-Mughisa spotkało się z dezaprobatą nawet niektórych mameluków, pomimo to Bajbars doprowadził do jego skazania na śmierć przez głównego sędziego Damaszku i niewiele późniejszej bezlitosnej egzekucji. W następnym miesiącu wojsko i synowie Al-Mughisa poddali Al-Karak Bajbarsowi.